# Gironella

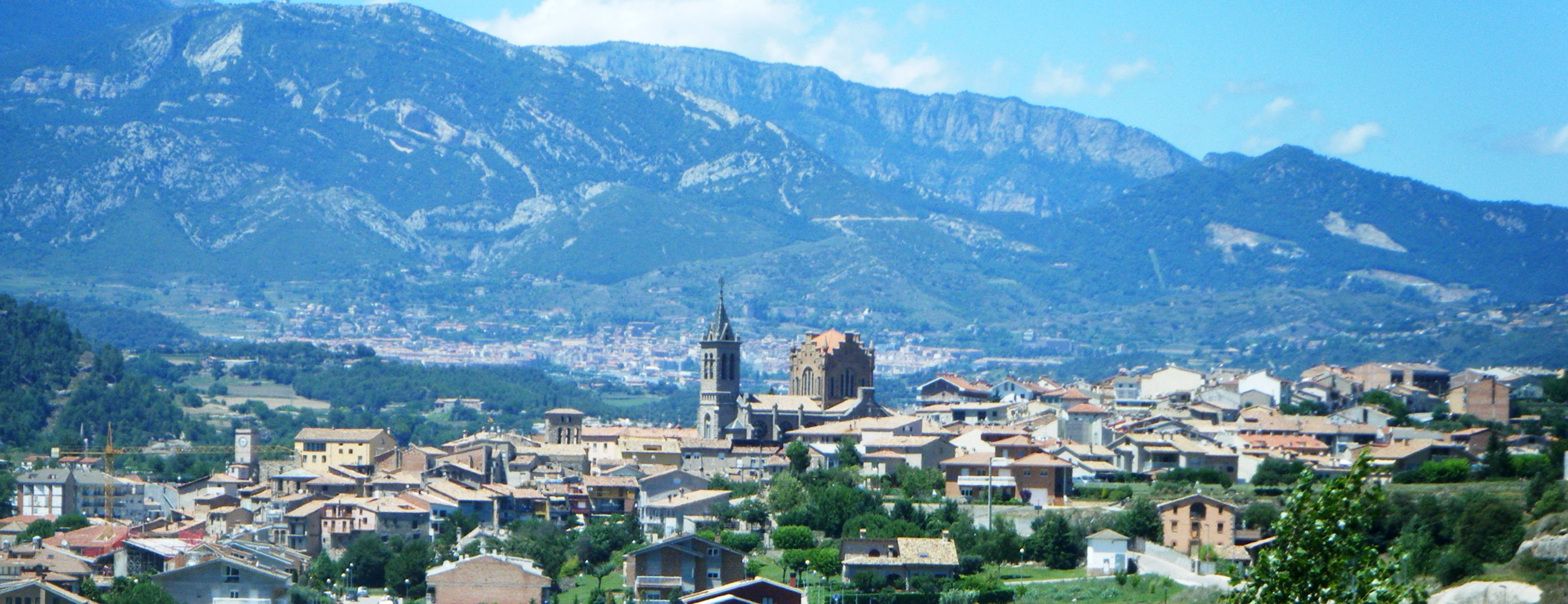
Vista de la vila de Gironella, amb Berga i la serra de Queralt al fons

Gironella és una vila i municipi de la comarca del Berguedà, situat entre els termes municipals de Casserres, Olvan, Sagàs i Puig-reig.

## Història

### Prehistòria i història antiga
No s'ha pogut resseguir la situació de l'actual municipi de Gironella durant la prehistòria perquè no s'hi han pogut trobar jaciments arqueològics. Tot i això, la Rosa Serra afirma que la situació dels pobladors de la zona hauria de ser semblant a la de la resta del Baix Berguedà.
A la zona s'hi ha trobat hàbitats humans des del Neolític i hi ha diversos jaciments ibèrics (Puig-Reig, Santa Maria de Merlès, Montclar, l'Espunyola, Berga, Casserres, etc.). Durant la restauració de l'església vella de Santa Eulàlia de Gironella s'hi va trobar restes ceràmiques de diferents èpoques, entre elles una d'ibèrica local i una de la mateixa època procedent del taller de Roses, datades les dues com a anteriors del segle iii aC. Aquesta troballa demostra el poblament al municipi des de l'època de la protohistòria.
Per l'actual municipi de Gironella hi travessava un antic camí saliner que unia la Muntanya de sal de Cardona amb la part oriental de Catalunya.

### Època Medieval
Sembla que a l'època de l'alta edat mitjana la població del Berguedà es va mantenir relativament estable, sobretot a les zones de muntanya i les invasions germàniques i musulmanes no hi van deixar gaires empremtes.

### Baronia de Gironella
Entre el 1618 i el 1628 es van fer processos judicials contra dones acusades de Bruixeria a la Baronia de la Portella.

### Gironella a la Guerra de Successió
Gironella havia caigut en mans de l'exèrcit borbònic però l'11 de març de 1714 fou alliberada durant la presa del castell de Gironella per les tropes del marquès del Poal i del coronel Ermengol Amill. La guarnició borbònica, formada per 30 soldats, 2 capitans i 2 tinents, entre d'altres, foren agafats presos i portats a Cardona.

### Seglexix
Segons Pascual Madoz Ibáñez en el seu Diccionario Geográfico (1847), Gironella tenia 127 veïns (vec.) i 454 almes (alm.), ja que la vila havia estat cremada pel Comte d'Espanya durant la Primera Guerra Carlina.
El 1900 es produí en favor de Carles de Borbó i Àustria-Este el fracassat Alçament de Badalona, Gironella i altres viles catalanes i del País Valencià liderat per Salvador Soliva.

## Geografia
- Llista de topònims de Gironella (Orografia: muntanyes, serres, collades, indrets..; hidrografia: rius, fonts...; edificis: cases, masies, esglésies, etc).

## Demografia

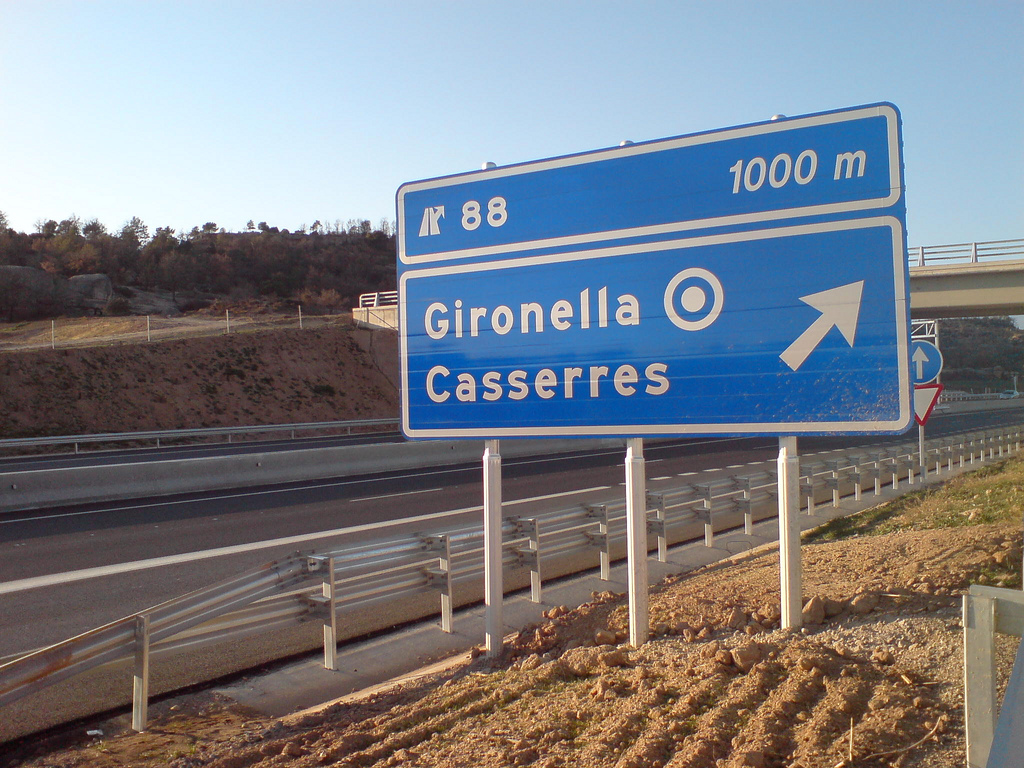
Sortida Gironella a la C-16

| Entitat de població | Habitants (2024) |
| Gironella           | 3.453            |
| Cal Bassacs         | 1.149            |
| Cal Ramons          | 209              |
| Viladomiu Nou       | 164              |
| Viladomiu Vell      | 97               |
| Font: Idescat       |                  |

| 1497 f | 1515 f | 1553 f | 1717 | 1787 | 1857 | 1877  | 1887  | 1900  | 1910  |
| ------ | ------ | ------ | ---- | ---- | ---- | ----- | ----- | ----- | ----- |
| 27     | 16     | 22     | 331  | 513  | 763  | 1.244 | 1.379 | 2.953 | 2.931 |

| 1920  | 1930  | 1940  | 1950  | 1960  | 1970  | 1981  | 1990  | 1992  | 1994  |
| ----- | ----- | ----- | ----- | ----- | ----- | ----- | ----- | ----- | ----- |
| 2.977 | 4.505 | 4.377 | 4.410 | 5.638 | 5.703 | 5.552 | 5.289 | 5.102 | 5.102 |

| 1996  | 1998  | 2000  | 2002  | 2004  | 2006  | 2008  | 2010  | 2012  | 2014  |
| ----- | ----- | ----- | ----- | ----- | ----- | ----- | ----- | ----- | ----- |
| 5.037 | 5.001 | 4.867 | 4.899 | 4.884 | 4.786 | 5.016 | 5.067 | 5.063 | 4.987 |

| 2016  | 2018  | 2020  | 2022  | 2024  | 2026 | 2028 | 2030 | 2032 | 2034 |
| ----- | ----- | ----- | ----- | ----- | ---- | ---- | ---- | ---- | ---- |
| 4.829 | 4.834 | 4.946 | 4.940 | 5.055 | -    | -    | -    | -    | -    |

### Fogatge de 1553
El fogatge de 1553 de Gironella fou fet pel cònsol Joan Gironella el 13 d'octubre. Els ciutadans que hi apareixen són: Joan Gironella (cònsol), Joan Prat, Joan Pujol àlies Fontrubia, Guillem Costa, Francesch Farrer, Bernat Botiguer, Pere Cavall (mestre), Bertomeu Arola, Pere Joan Rocha Fort, Joan Tornamira, Joan Guell, Pere Arola, Joan del Such, Bertomeu Pujoll, Bertomeu Rovira, Guillem Aymerich, Gabriell Sala, Bertomeu Soroll, Loys Savall, Montserrat Sala, Jaume Manuel i el Mn. Antoni Donzach (vicari).

## Política i administració

### Alcaldes
| Període     | Alcalde o alcaldessa    | Partit polític      | Data de possessió | Observacions |
| ----------- | ----------------------- | ------------------- | ----------------- | ------------ |
| 1979–1983   | Pere Guitart Montraveta | Independents        | 19/04/1979        | --           |
| 1983–1987   | Pere Guitart Montraveta | Independents        | 28/05/1983        | --           |
| 1987–1991   | Lluís Bertran Bertran   | CIU                 | 30/06/1987        | --           |
| 1991–1995   | Lluís Bertran Bertran   | CIU                 | 15/06/1991        | --           |
| 1995–1999   | Lluís Bertran Bertran   | CIU                 | 17/06/1995        | --           |
| 1999–2003   | Lluís Bertran Bertran   | CIU                 | 03/07/1999        | --           |
| 2003–2007   | Ramon Costa Guinó       | ERC                 | 14/06/2003        | --           |
| 2007–2011   | Ramon Costa Guinó       | ERC                 | 16/06/2007        | --           |
| 2011–2015   | David Font Simon        | CIU                 | 11/06/2011        | --           |
| 2015–2019   | David Font Simon        | CIU                 | 13/06/2015        | --           |
| 2019-2023   | David Font Simon        | Junts per Gironella | 15/06/2019        | --           |
| Des de 2023 | n/d                     | n/d                 | 17/06/2023        | --           |

### Eleccions Municipals
| Candidatura | Candidatura  | Cap de llista        | Vots    | Regidors | % vots |
| ----------- | ------------ | -------------------- | ------- | -------- | ------ |
|             | CiU          | David Font Simon     | 1.492   | 8        | 65,30% |
|             | ERC-AM       | Albert Xoy Serra     | 564     | 3        | 24,68% |
|             | ICV-E        | Òscar Besa Garcia    | 98      | 0        | 4,29%  |
|             | PP           | Julio Coll Castellon | 70      | 0        | 3,06%  |
|             | Vot en blanc |                      | 61      |          | 2,67%  |
|             | Vot nul      |                      | 65      |          | 2,77%  |
|             | Participació |                      | 2.350   |          | 62,24% |
|             | Abstenció    |                      | 1.426   |          | 37,76% |
| Total       | Total        | votants              | votants | 11       |        |

| Partit | Partit                    | Nom dels regidors |
| ------ | ------------------------- | --- |
|        | Convergència i Unió (CiU) | David Font Simon (alcalde), Sílvia Corbera Torrentbo, Maria Àngels Sallés Perarnau, Josep Castellà Antich, Mònica Flores Morales, Roger Ballús Núñez, Lluís Vall Carrillo, David Saborido González. |
|        | ERC-AM                    | Albert Xoy Serra, Marc Rojas Saña, Joana Pons Soto |

### Eleccions al Parlament de Catalunya del 2012
| Candidatura | Candidatura   | Cap de llista          | Vots  | Regidors | % vots |
| ----------- | ------------- | ---------------------- | ----- | -------- | ------ |
|             | CiU           | Artur Mas              | 1.285 |          | 43,72  |
|             | ERC           | Oriol Junqueras        | 686   |          | 23,34  |
|             | PSC           | Pere Navarro           | 247   |          | 8,4    |
|             | PPC           | Alicia Sánchez-Camacho | 182   |          | 6,19   |
|             | ICV-EUiA      | Joan Herrera           | 197   |          | 6,7    |
|             | CUP           | David Fernández        | 113   |          | 3,84   |
|             | C's           | Albert Rivera          | 40    |          | 1,36   |
|             | Altres        |                        | 156   |          | 6,67   |
|             | Vots en blanc |                        | 33    |          | 1,11   |
| Total       | Total         | 2.970                  | 2.970 |          |        |

## Cultura

### Folklore, costums i tradicions

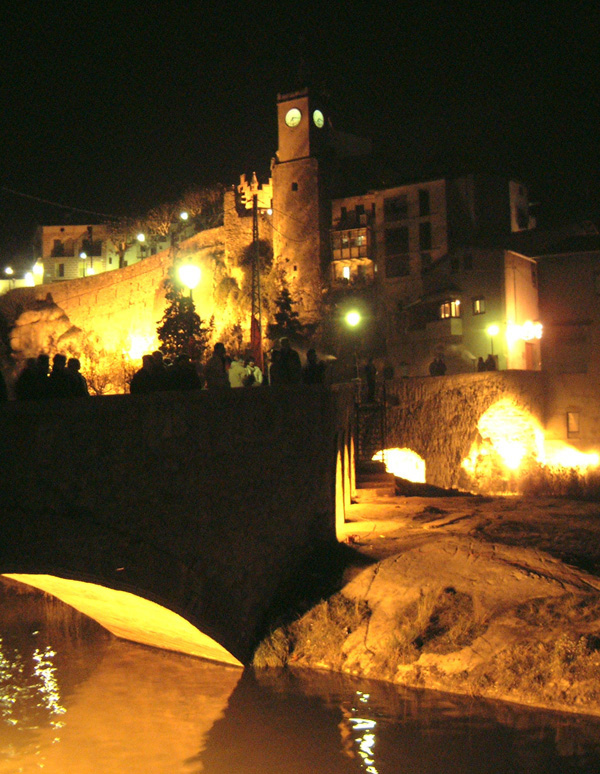
Gironella de nit

- Festa Major en honor del patró, Sant Roc
- Fira de la Puríssima
- Ball de l'Almorratxa
- Cançó de Roseta de Gironella
- Vot de poble a Sant Marc
- L'onze de setembre i Gironella: els dies 10 i 11 de setembre al vespre es fa una representació teatral que commemora la derrota soferta pels catalans l'11 de setembre de 1714.
- Festes Majors dels diversos nuclis de població i festes de barris

- La Fira de Sant Josep és una fira multisectorial que se celebra el diumenge posterior a la de Diada de Sant Josep, el 19 de març.[10][11][12] Aquesta fira, que se situa a l'entorn de l'avinguda Catalunya, la Plaça de l'Estació, el carrer Farguell, el carrer Balmes i l'espai comercial del Local del Blat. Abasta des d'una mostra de productes artesanals, passant per productes d'alimentació. Tot i això, les últimes edicions de la fira han dedicat un espai destacat al món del motor.[13]

El pubillatge està arrelat al municipi des del 1994; i l'any 2007 l'Hereu de Gironella 2006, David Saborido, va ésser escollit Hereu de Catalunya 2007 al certamen de la proclamació de la Pubilla, l'Hereu, fadrins i dames de Catalunya celebrat a la vila empordanesa de Llançà. No obstant això, tres anys més tard, la Pubilla de Gironella 2008, Júlia Giner, va ésser escollida Pubilla de Catalunya 2009 a Sant Pol de Mar, al Maresme.

### Entitats

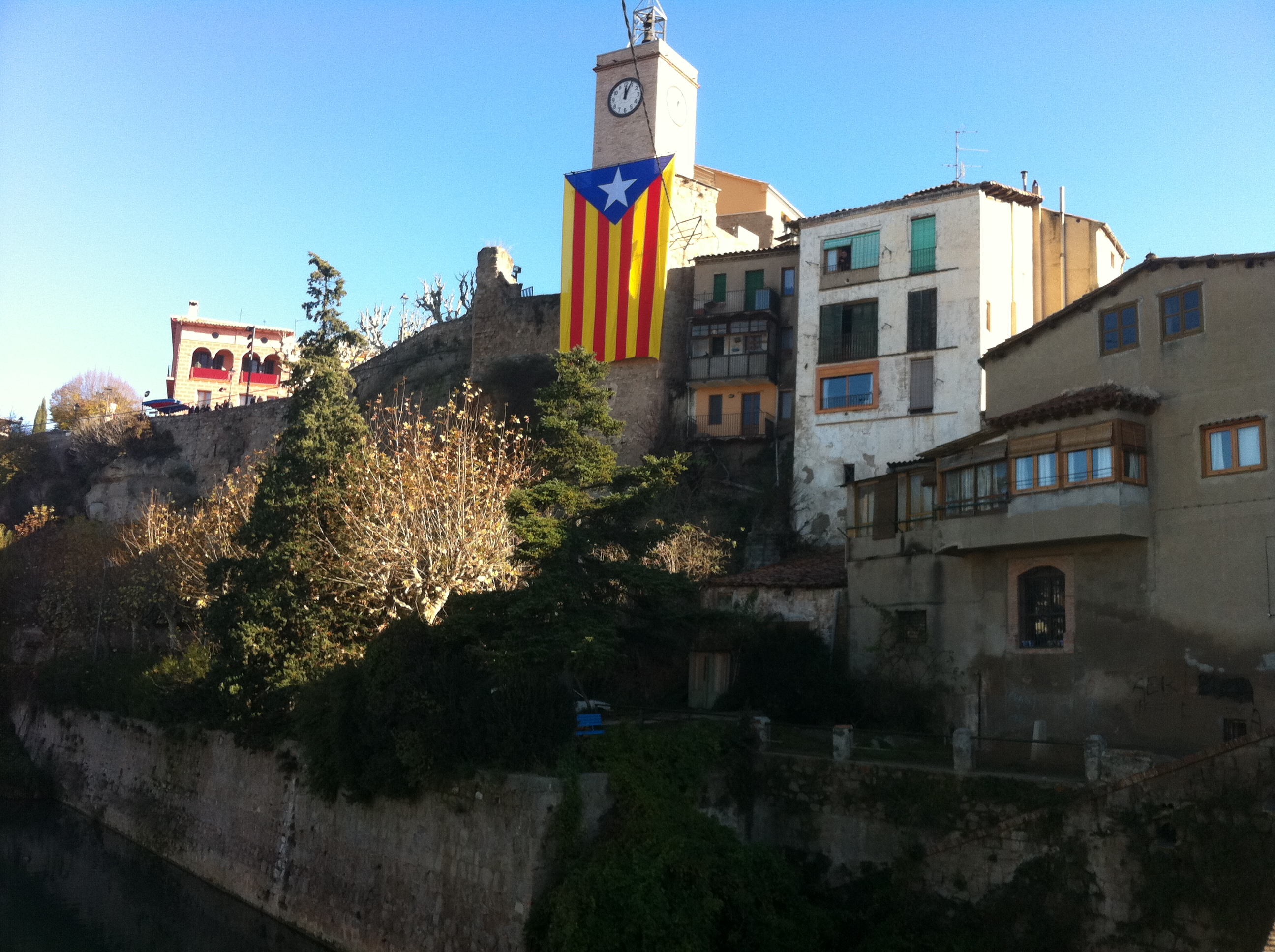
Imatge del nucli antic des del carrer del riu amb el castell de Gironella

Al municipi de Gironella hi ha hagut i hi ha entitats que abasten moltes esferes de la vida social:

#### Associacions de veïns
- Associació de Veïns Barri Església
- Associació de Veïns Barriada Bassacs
- Associació de Veïns Cal Blau
- Associació de Veïns Cal Ramons
- Associació de Veïns Cap del Pla
- Associació de Veïns de Viladomiu Nou
- Associació de Veïns "Sant Marc" Viladomiu Vell
- Associació de Veïns Font dels Torracs

#### Altres entitats
- Associació de Joves de Gironella (Fundat des de 2011 pel Sr. Toni Pérez)
- Agrupament escolta i guia Sebastià Montraveta (Fundat l'any 1973)

#### Cultura

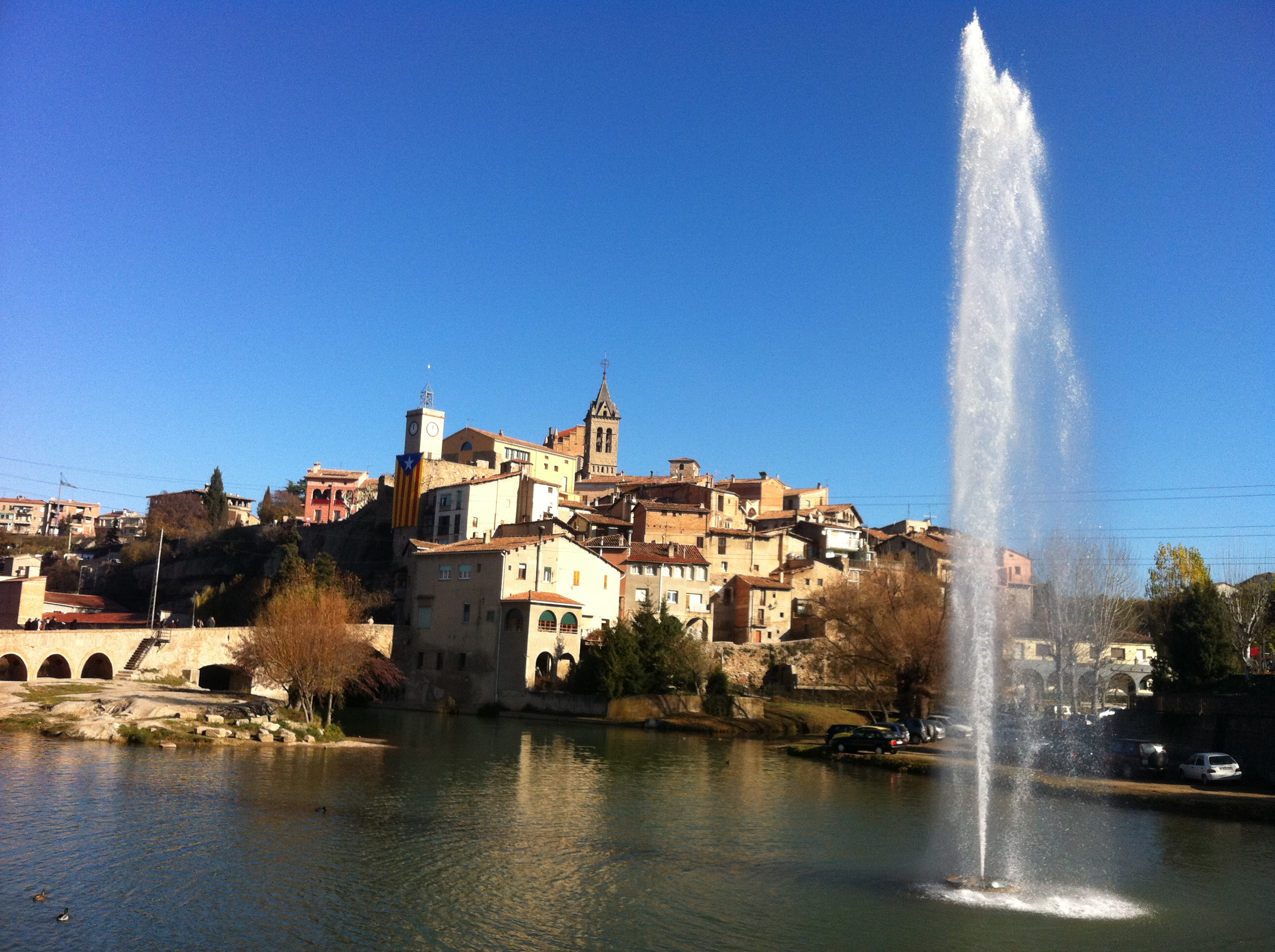
El nucli antic de Gironella, el Pont Vell i el riu Llobregat

- L'Aroma Gironellenca: és una societat coral membre de la Federació de Cors de Clavé que va ser fundada el 1882.[15] L'entitat ha canviat de nom diverses vegades: fins al 1894 l'entitat es deia "La Lira Gironellense", en una fotografia de principis del segle xx a l'estandard es llegeix: "La Nueva Gironellense" i en un programa del 1927 l'entitat es deia "La Nova Gironellense". Quan l'entitat va celebrar els 75 anys es passa a dir "L'Aroma Gironellense" i quan celebrà el centenari, ja tenia el nom en català actual.[15] El cor era un cor exclusivament masculí fins que va abandonar l'activitat. L'època de més esplendor de l'Aroma Gironellenca fou les dècades de 1950 i 1960, cosa que es pot veure en el programa d'actes per a celebrar els 75 anys de l'entitat.[15] El 1952 s'estrenà el nou estendard de l'entitat i el seu director, el mestre Josep Font i Parera va compondre la sardana Anís Garriga. Entre les activitats més destacades que feia la Societat Coral hi havia la cantada de les Caramelles i l'organització de la Trobada d'entitats corals de la Societat de Cors Clavé que es feia a la vila de Gironella durant la Fira de Sant Josep.[15] Un altre dels seus directors històrics fou Josep Codina i Serra.

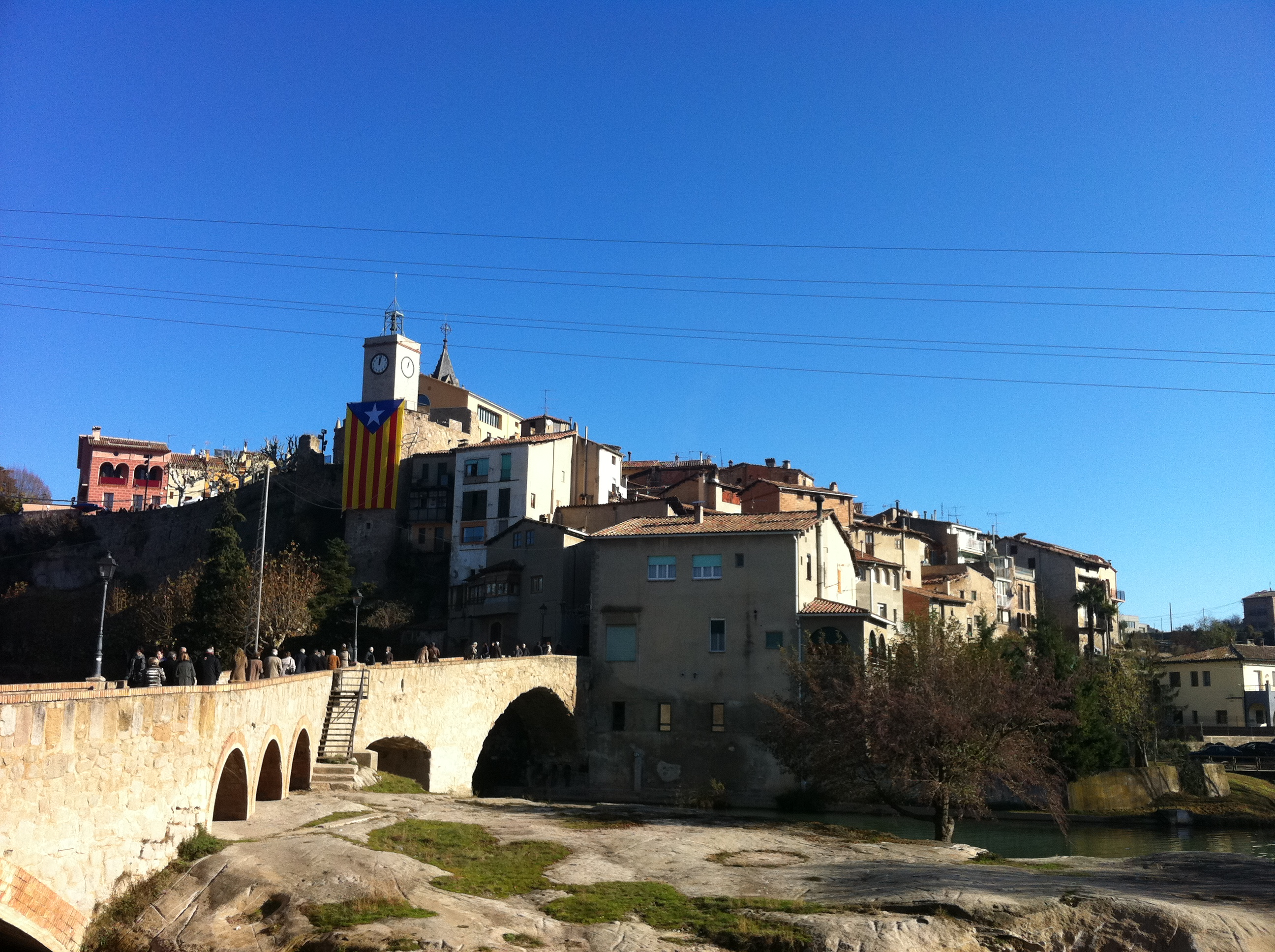
Nucli antic de gironella i pont vell

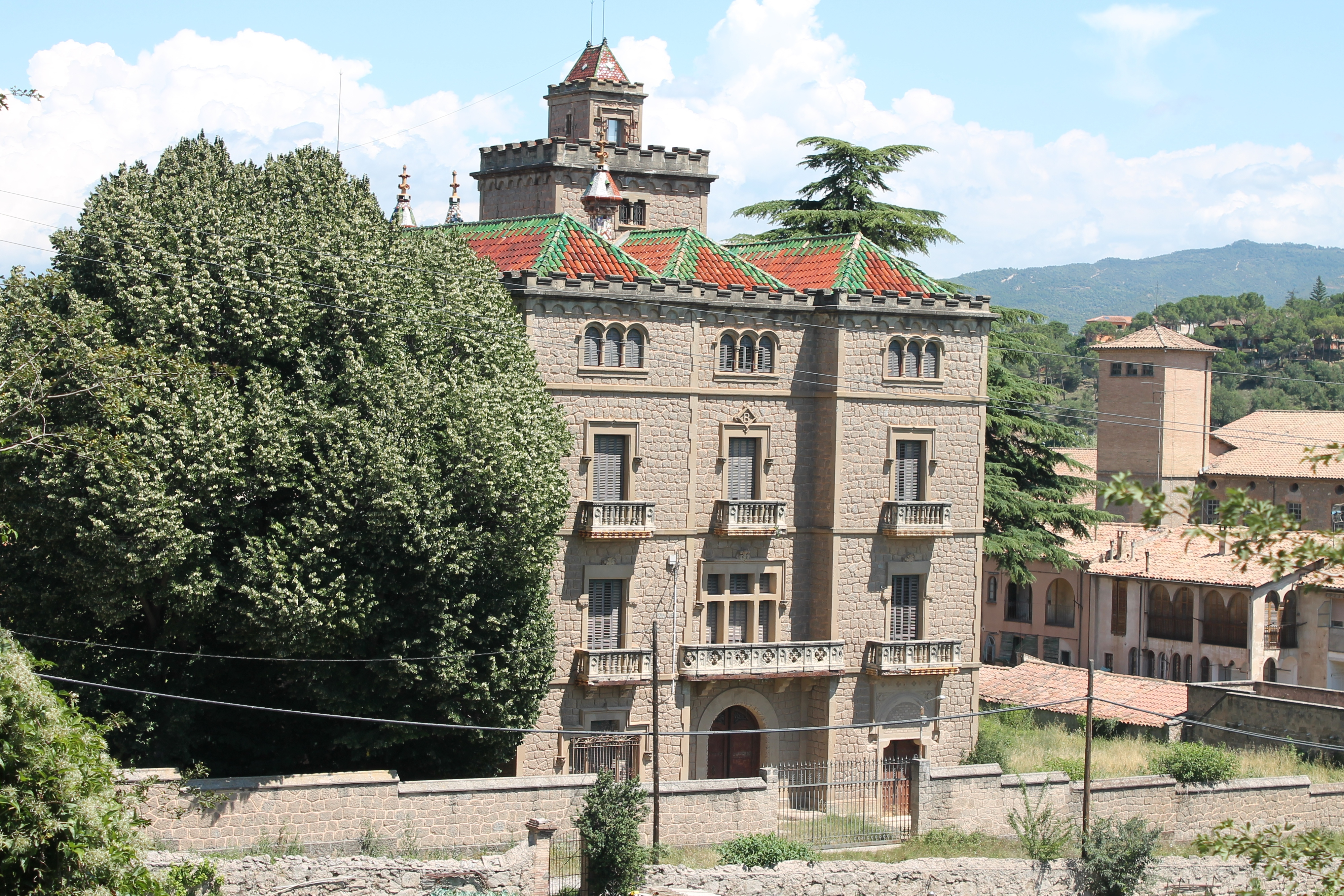
Torre de Cal Bassacs

- Agrupació Fotogràfica de Gironella
- Amics de l'Almorratxa
- Associació Cultural el Vilatà
- Banda de cornetes i tambors
- Cola de Geganters Gironella-Viladomiu
- Coordinadora Carnestoltes de Gironella
- Coral Estel
- Coral V-9
- Grallers Viladomiu Nou
- Grup de Teatre La Gresca

#### Esports
- Club de Futbol Atlètic Gironella
- Unió Ocellaire (1875).[15]
- Centre Alpí Gironella: El Centre Alpí Gironella és una entitat que es dedica a organitzar periòdicament activitats esportives com ara escalada, BTT, senderisme, raquetes de neu, esquí, curses d'orientació, vies ferrades, alpinisme, etc., per a la població. El seu objectiu principal és fomentar aquests tipus d'activitats al medi natural a la població i potenciar l'esport de manera lucrativa. És una entitat que fa 10 anys que funciona, per això encara disposa de pocs socis (130) i la seva situació econòmica és més aviat baixa. Tot i així, encara que sigui a petita escala, desenvolupa les seves funcions de manera satisfactòria. A més, té una situació social bona en el conjunt dels seus simpatitzants en la zona.[16]
- Futbol Sala Gironella: té un equip de Futbol sala Femení que juga a la Primera Divisió espanyola de futbol sala.

## Patrimoni material i monuments
- Castell: antic castell medieval, protegit com a Bé Cultural d'Interès Nacional des de 1949
- Església vella de Santa Eulàlia: Situada al lloc on segons sembla hi havia un temple més antic d'origen romànic, l'església vella de Gironella és una construcció del segle xiv i va ser consagrada el 7 de setembre de 1329. L'element més característic i visible és la torre-campanar, de planta rectangular i dos pisos d'elevació.[17] Actualment no s'hi celebra culte i és una sala destinada a activitats culturals.
- Església parroquial de Santa Eulàlia: El temple parroquial de Gironella és una construcció de primers del segle xx. Les obres començaren el setembre de 1903 i s'inaugurà el setembre de 1905. Té unes dimensions considerables: la nau principal fa 20 metres de longitud i 10,5 d'amplada i un dels elements característics són els finestrals decorats amb vidrieres de colors, així com l'esvelt campanar sobre l'entrada principal del temple.[17]
- Pont Vell o Pont Gòtic: Pont d'origen medieval sobre el riu Llobregat que constitueix el principal accés per a vianants al nucli antic de Gironella des del marge dret del riu. L'entorn del pont és un indret emblemàtic de la vila

## Fills il·lustres

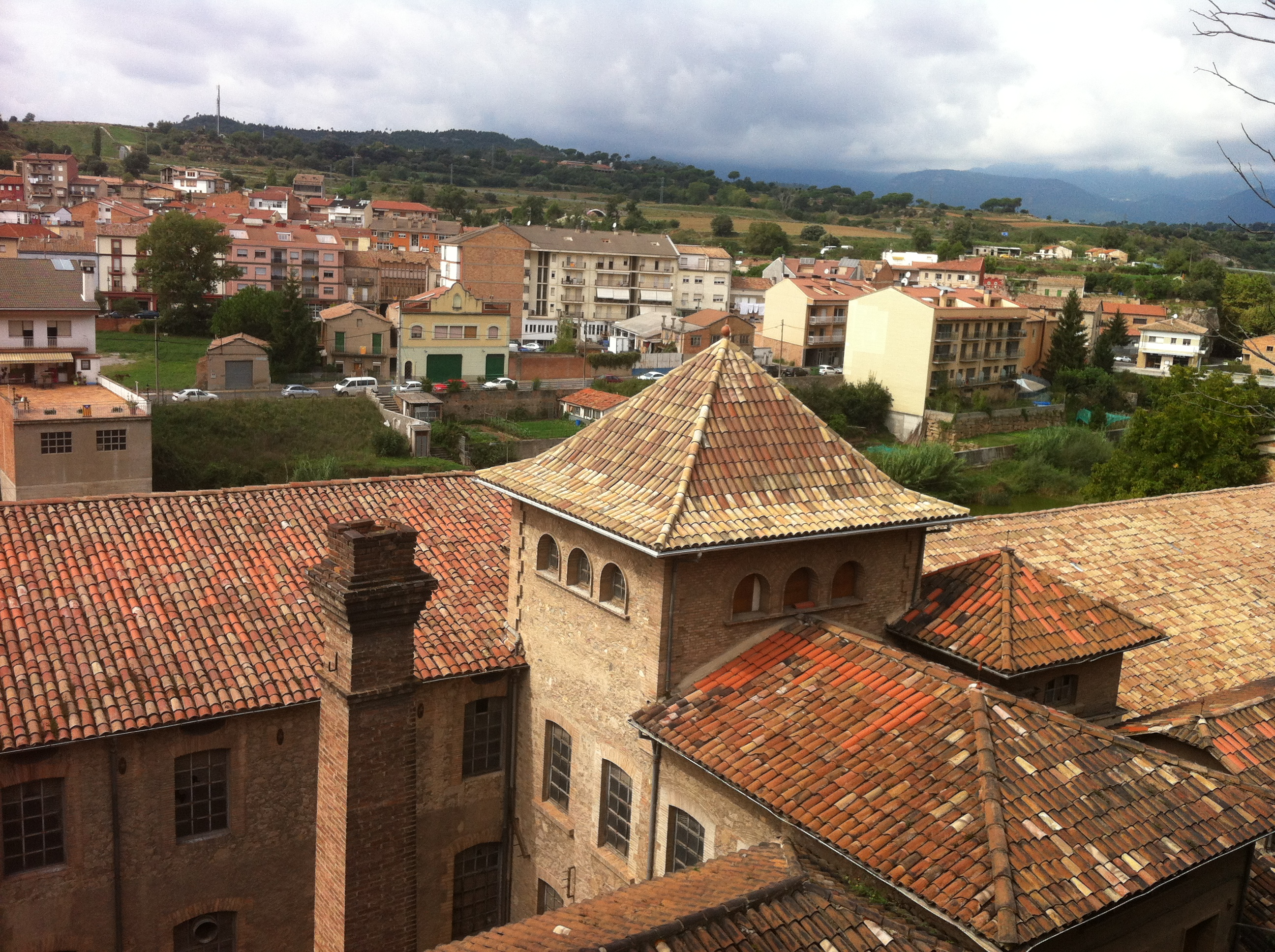
Foto de la fàbrica de Cal Metre a primer pla i el nucli urbà al fons des de dalt la muralla de Gironella

- Guillem Ramon de Gironella (segle xiii), trobador.
- Raimunda Bassacs i Fornells (1818-1883), les fàbriques que va construir amb el seu marit Joan Teixidor van originar el nucli de Cal Bassacs.
- Joaquim Penina (1901-1930), anarcosindicalista gironellenc. Afusellat per la dictadura argentina del general José Félix Uriburu.[18][19]
- Ramon Pei i Desclau (1907-1938), escriptor, periodista i aventurer.
- Josep Codina i Serra (Cal Metre (Ca l'Alsina), 3 de gener de 1907-1987), músic, compositor de sardanes, director de corals i professor de música.
- Rossend Perelló i Casellas (1912-1976), escriptor.
- Josep Font i Parera (1913-1971), compositor. Té un carrer dedicat a la vila de Gironella, el carrer Mestre Font Parera, en el nucli antic
- Lluís Maria Saumells i Panadés (1915-1999), escultor, nascut a Gironella però establert a Tarragona. Autor de l'altar i la imatge de la Mare de Déu de l'Església de cal Bassacs.
- Carme Bravo (1919-2007), pianista i pedagoga.
- Maur Esteva i Alsina (1933-2014), Abat de Poblet (1970-1998) i Abat General de l'Orde Cistercenc (1995-2010).
- Vicenç Navarro i López (1937), politòleg i sociòleg.
- Josep Maria Sala-Valldaura (1947), poeta i filòleg.

### Altres gironellencs notables
- Pere Santamaria i Solé, vicari de la parròquia de Santa Eulàlia de Gironella quan fou mort màrtir durant la Guerra Civil espanyola, nascut a Torà, a la Segarra.
- Alexandre Soler i March, fill de Barcelona. Fou arquitecte municipal de Gironella, autor de l'Església parroquial de Gironella, de la de l'Ametlla de Casserres i de la Torre de Cal Bassacs, entre d'altres.[20]

Jaume Calveras Vila, fill de Gironella i compromes amb la vila al llarg de 101 anys. Professor de tennis i aficionat quasi professional a l'enregistrament per video de la historia del seu estimat poble. Mori als 101 anys a El Masnou, Vila de la seva filla i dels seus tres nets.

## Galeria de fotos

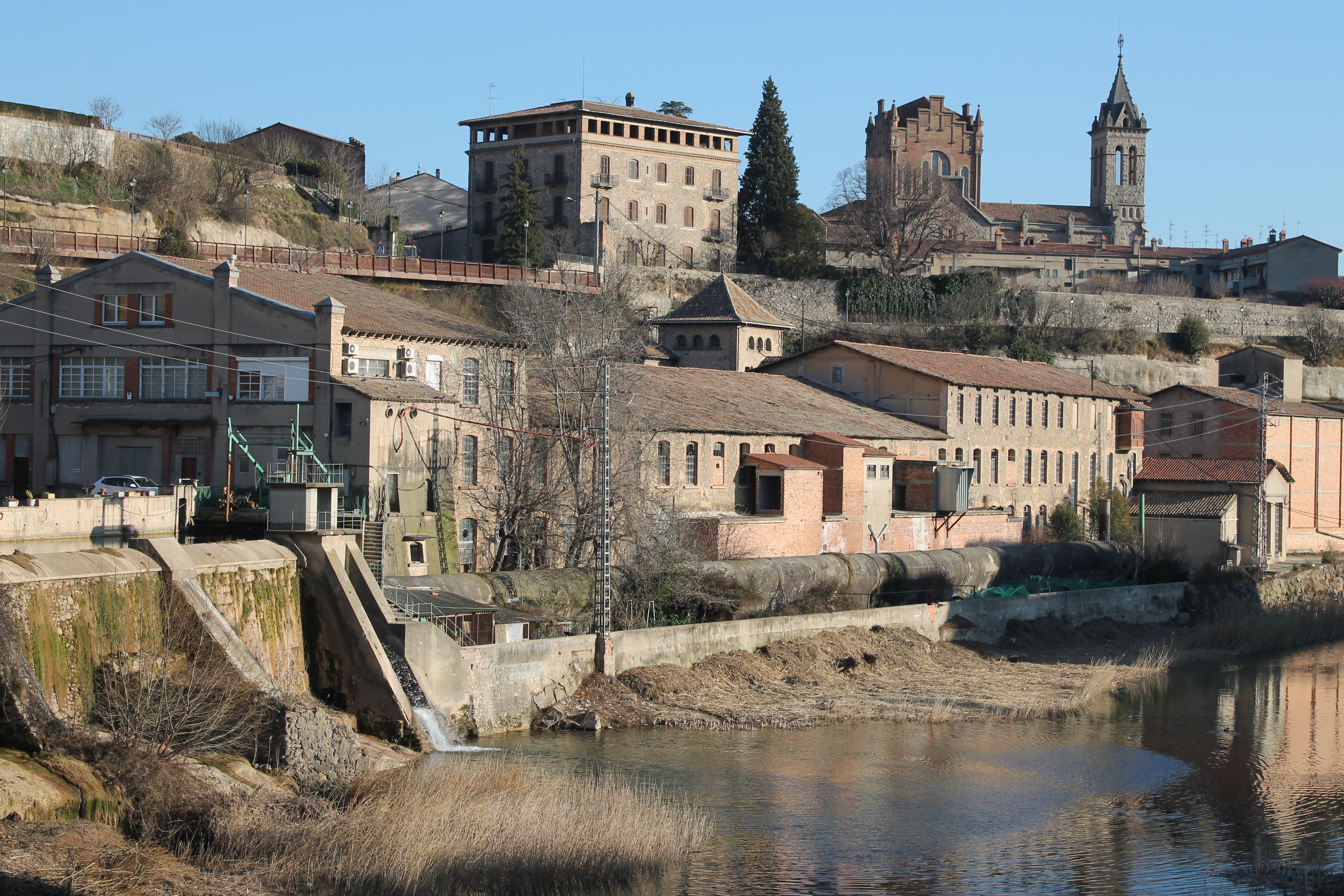
Cal Metre amb l'església de Santa Eulàlia
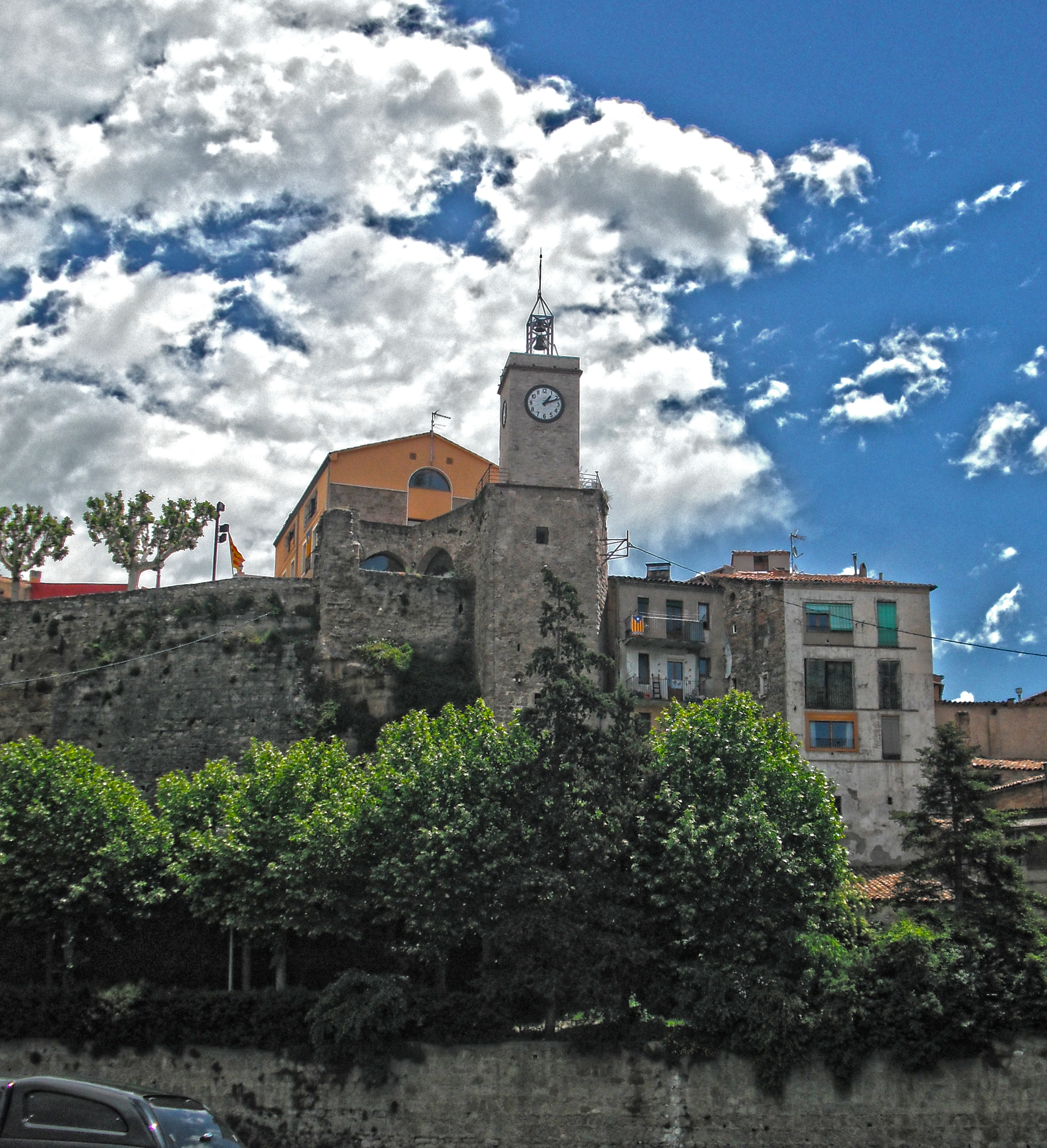
Castell de Gironella
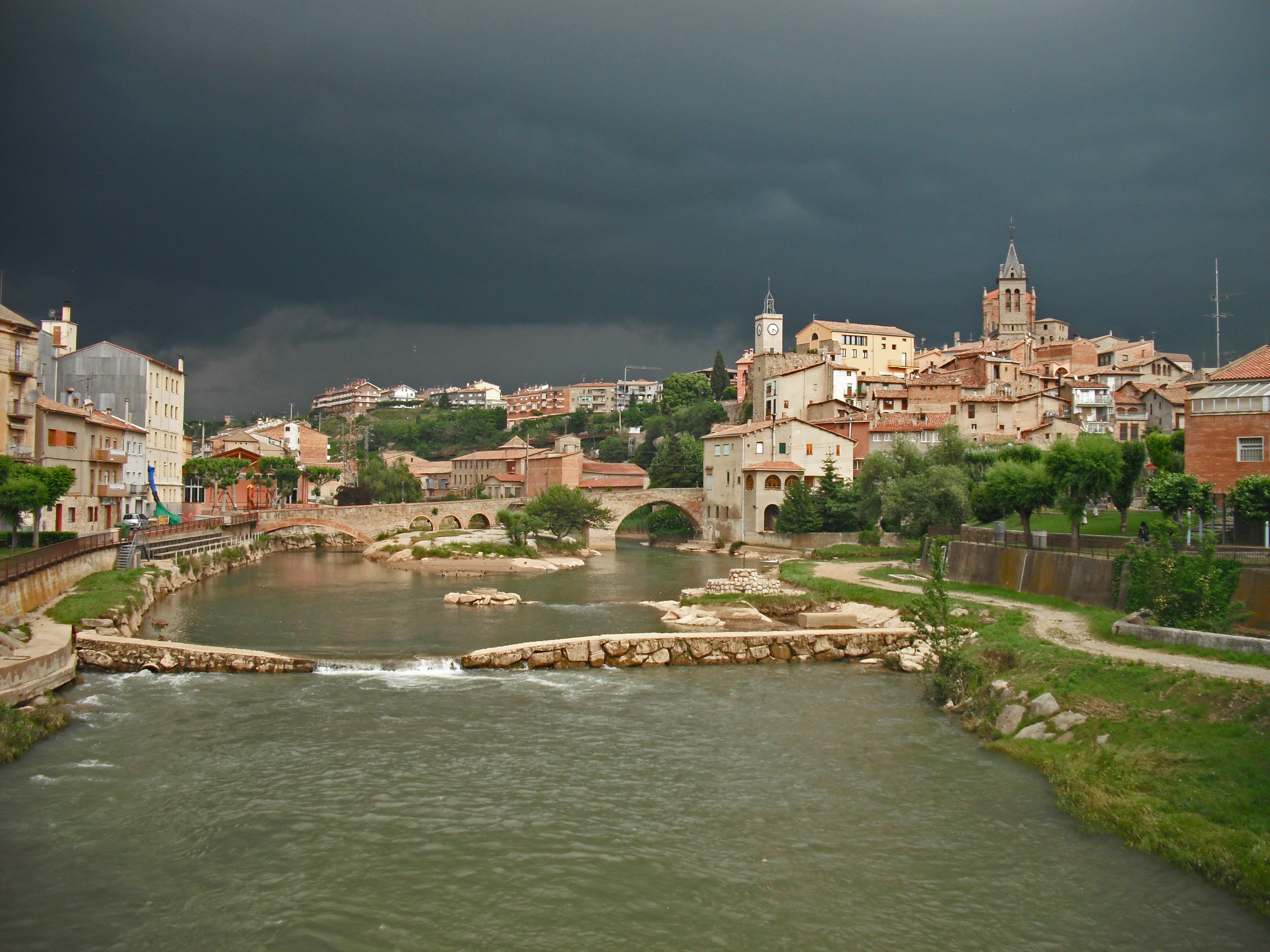
Gironella després de la tempesta
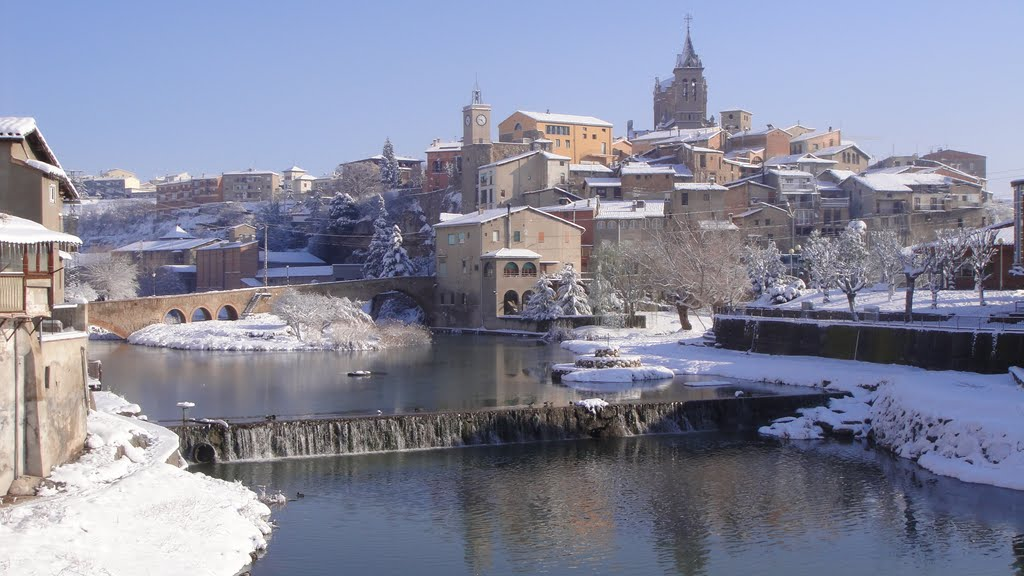
Gironella nevada
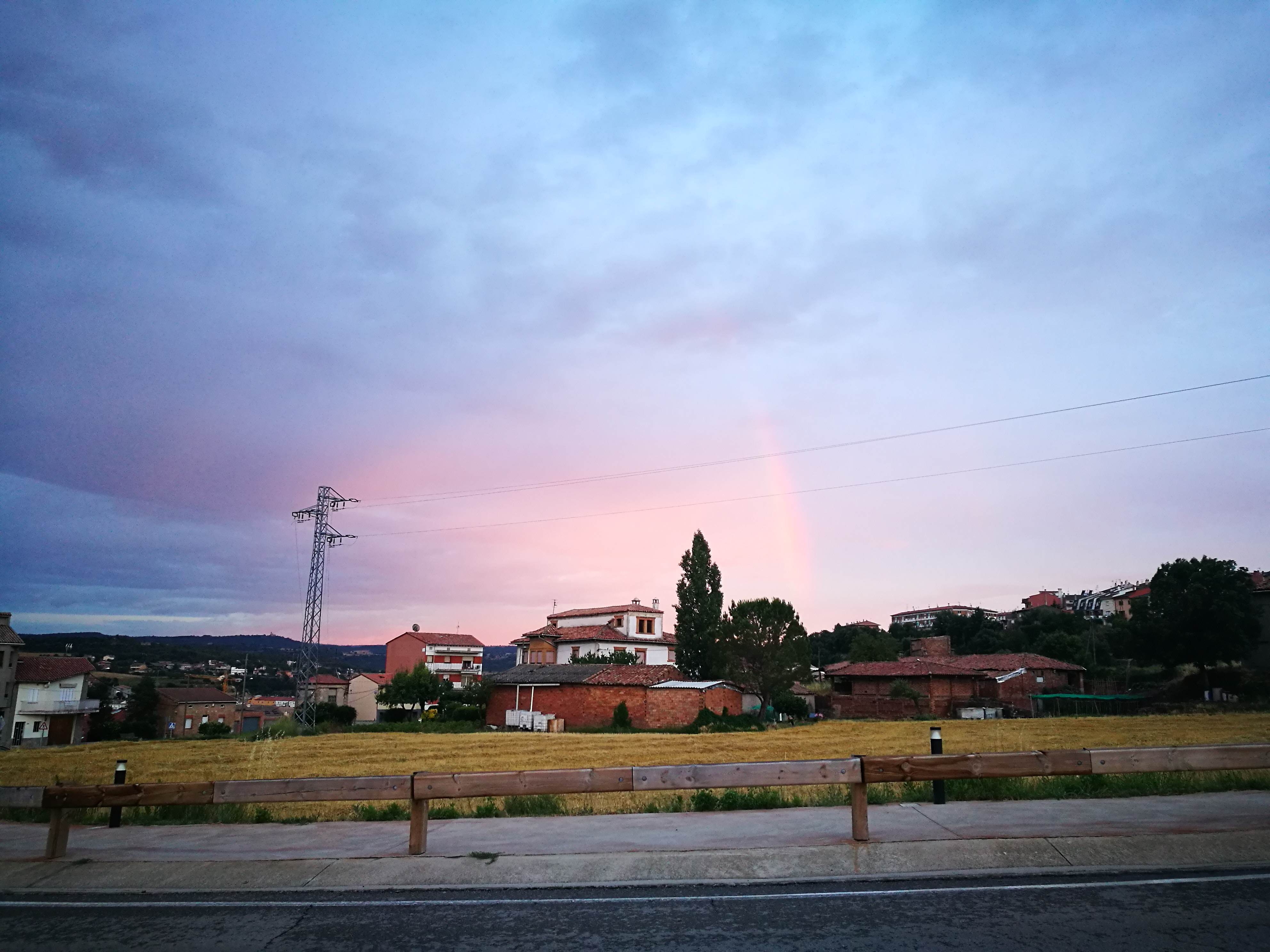
Posta de sol a Gironella
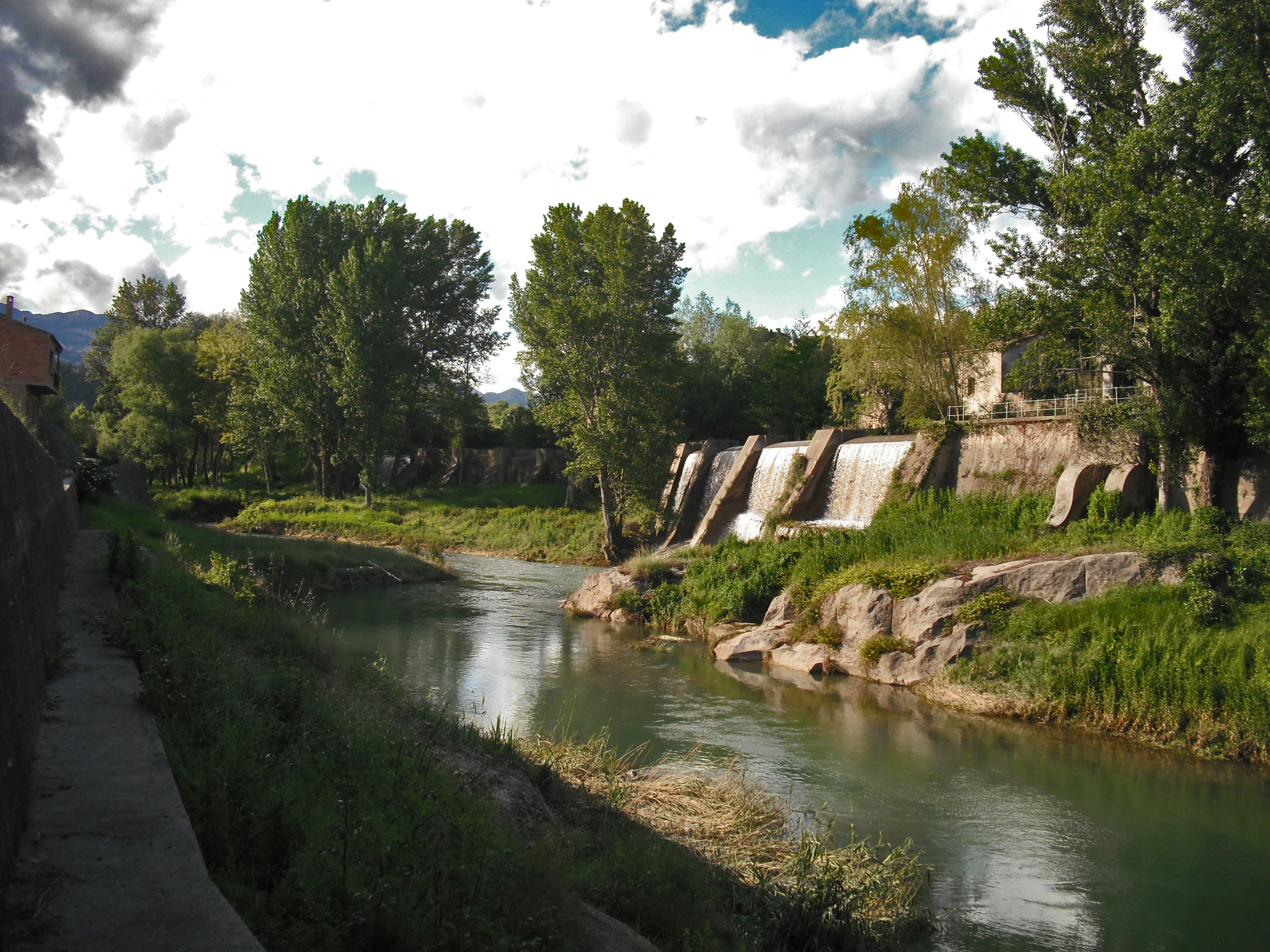
Llobregat a Gironella amb resclosa
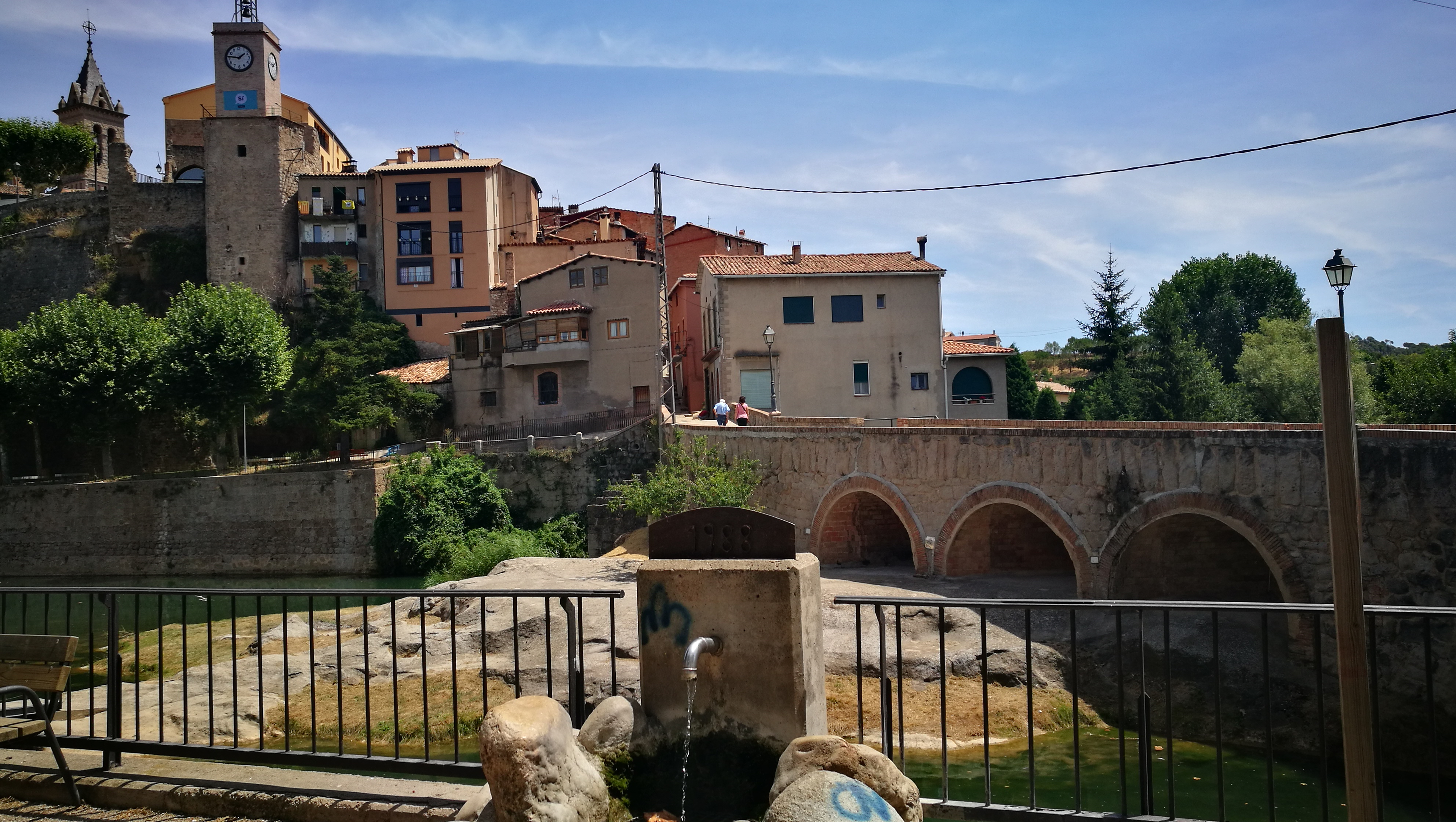
Gironella des del Racó de Cal Paco
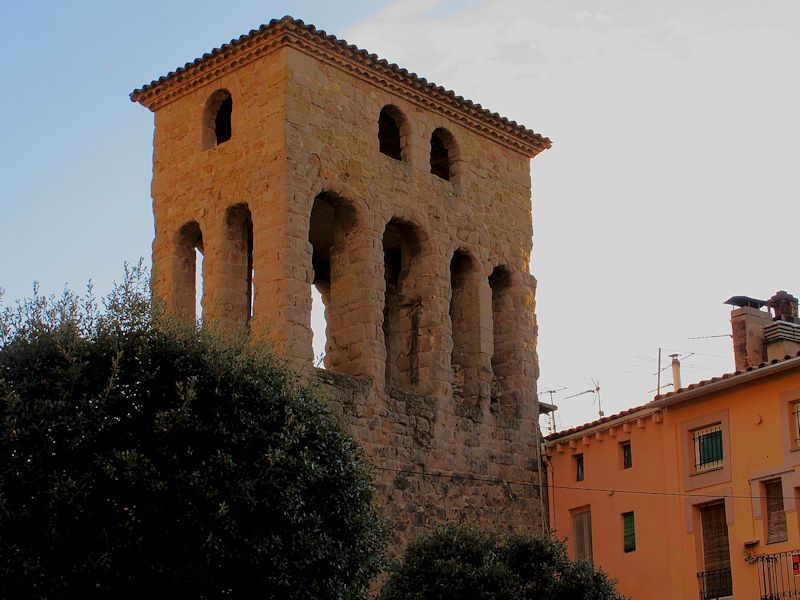
Campanar de l'església vella de Gironella